# 勒沃 (马恩省)
勒沃（法語：Reuves，法語發音：[ʁœv]）是法国马恩省的一个市镇，位于该省西南部，属于埃佩尔奈区。

## 地理
勒沃（48°47'42"N, 3°48'8"E）面积6.4 平方千米，位于法国大東部大區马恩省，该省份为法国东北部内陆省份，北起阿登省，西北接埃纳省，西南接塞纳-马恩省，南至奥布省，东南接上马恩省，东临默兹省。
与勒沃接壤的市镇（或旧市镇、城区）包括：维勒沃纳尔、阿勒芒、小布鲁西、库尔若内、蒙德芒-蒙日夫鲁、瓦村。

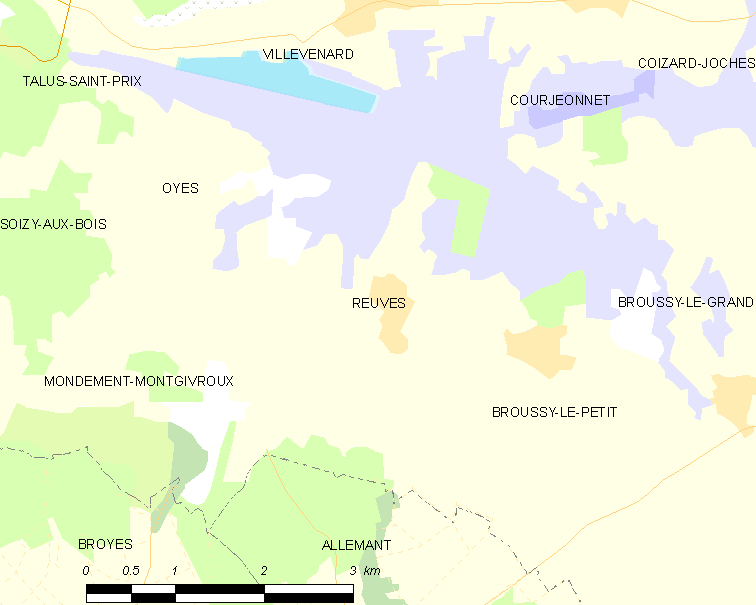
的OSM定位图

勒沃的时区为UTC+01:00、UTC+02:00（夏令时）。

## 行政
勒沃的邮政编码为51120，INSEE市镇编码为51458。

## 政治
勒沃所属的省级选区为塞扎讷-布里-香槟县。

## 人口

1962-2008年间人口变化图示

勒沃于2022年1月1日时的人口数量为60人。